# Perfect (singel Darina)
Perfect – pierwszy singel szwedzkiego piosenkarza Darina z trzeciej płyty Break the News. Piosenka dotarła do trzeciego miejsca Swedish Singles Chart. Autorami tekstu piosenki są Anders Wikström oraz Fredrik Thomander.

## Utwory na płycie
1. Perfect - 3:00
2. Perfect (Instrumental) - 2:59

## Pozycje na listach
| Lista (2006) | Pozycja |
| ------------ | ------- |
| Szwecja      | 3       |
| Finlandia    | 4       |